# Noología
Noología (del griego antiguo νοῦς “mente” + λόγος “estudio” ) es una de las disciplinas fundamentales de la filosofía. Su objeto material es el hecho psíquico y el objeto formal es este hecho psíquico examinado específicamente en el campo antropológico y en el campo de la noesis humana. El carácter antinómico entre la intuición (conocimiento de lo individual) y la razón (conocimiento de lo general) es el fundamento de la disciplina de la noología.
La noología es, en sus líneas generales, la ciencia del espíritu (la Geistelehre de los alemanes), y corresponde a la Psicología Metafísica de los escolásticos, pues no es sólo una descripción del funcionamiento del psiquismo humano, sino una especulación en torno a temas noológicos trascendentales y metafísicos como el origen y fin del alma humana y la prueba o no de su existencia.

## Origen del nombre
El término noología tiene su origen en la palabra Nous o  Nóos, que en griego significa espíritu añadido a razón + logos (estudio, tratado).

## Tiempo contemporáneo

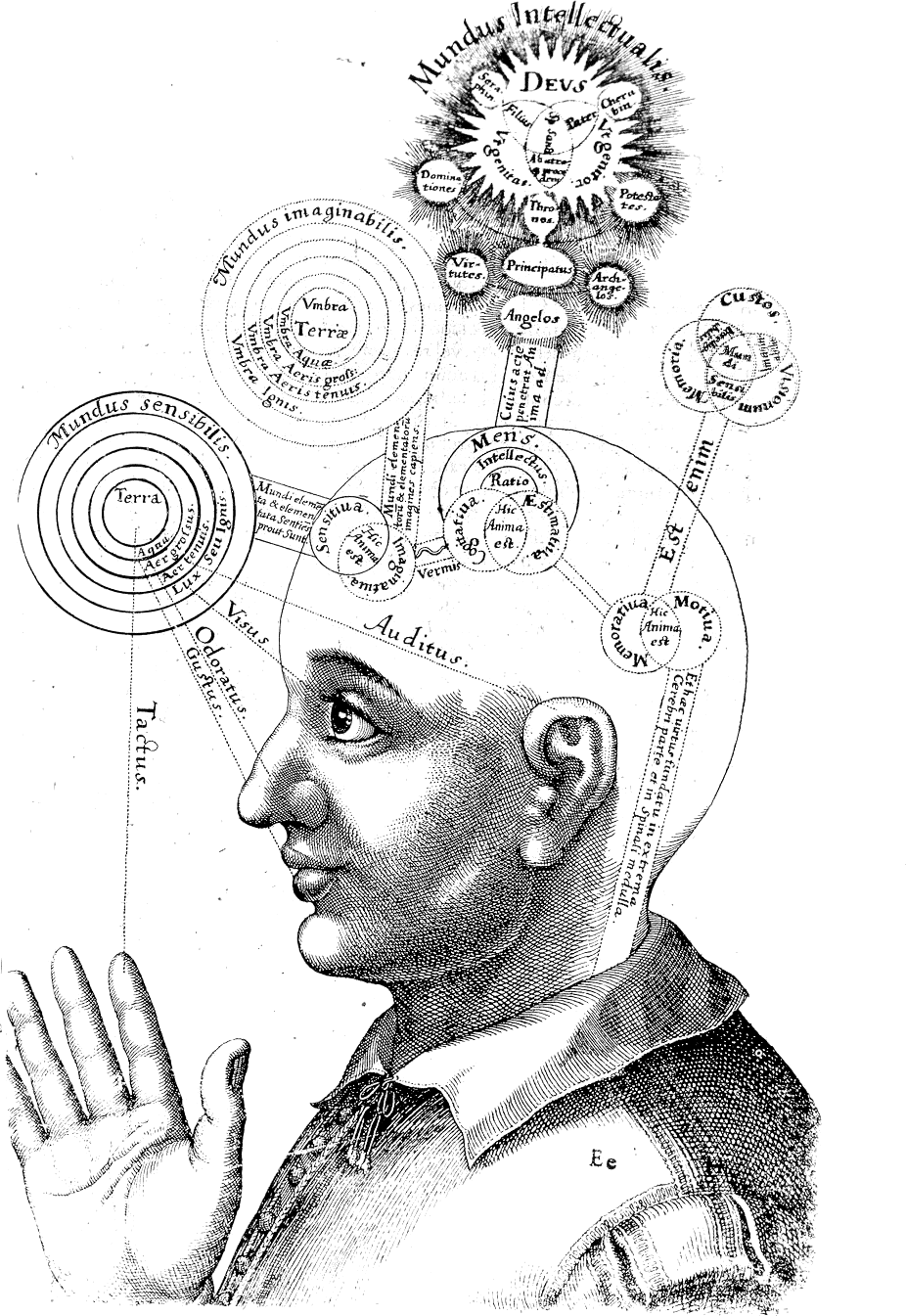
Representación de la conciencia del por Robert Fludd, Paracelso médico

El término noológico ha sido utilizado contemporáneamente en filosofía para todo lo que concierne al espíritu y a la especulación o negación de su existencia.

### Immanuel Kant
En Crítica de la razón pura, Immanuel Kant utiliza el término noología como sinónimo de racionalismo, distinguiéndolo del empirismo:
En cuanto a la cuestión del origen del conocimiento, ya sea que se derive de la razón o de la experiencia, Aristóteles puede ser considerado como la cabeza de los empiristas y Platón de los noólogos. Así, John Locke siguió a Aristóteles y Leibniz siguió a Platón.

### Rudolf Eucken
El filósofo Rudolf Eucken, ganador del Premio Nobel de Literatura, llamó a su filosofía noología y la definió como la relación entre la "expansión de la realidad" y la "unidad interior e independencia total".

### Xavier Zubiri
Para Xavier Zubiri, la noología no debe confundirse con la metafísica, siendo anterior a esta última. Así, la noología sería una especie de filosofía primera.
En noología, la aprehensión de la realidad y la intelección de lo sensible son hechos iguales. Pero ella los distingue en tres etapas:
•	Momento de afecto (o noesis).
•	Momento de alteridad (o noema).
•	Momento de imposición de fuerza (o noergía).

### Mario Ferreira Dos Santos
El filósofo brasileño Mário Ferreira dos Santos delineó el objeto de la noología de la siguiente manera:
| Objetos de noología |
| --- |
| 1. Capacidad de reflexión. No sólo es capaz de experimentar sensaciones, sino de tomar conciencia de ellas, así como de sí mismo. Por lo tanto, se puede señalar: 1.1. Conciencia de las sensaciones. 1.2. Conciencia de uno mismo como receptor de sensaciones (personalidad).                                                        |
| 2. Racionalidad. Capacidad de percibir relaciones entre los datos de la percepción, captar nexos, que también aparecen en el nexo del funcionamiento de la razón. Funcionamiento intelectual. |
| 3. Afecto. Capacidad afectiva, que logra la toma de conciencia de la frónesis y la captación simbólica de lo que sucede. Penetración mística, a través de los símbolos a la comunión con lo simbolizado. |
| 4. Construcción de coyunturas esquemáticas. Capacidad de coordinar esquemas para acometer conocimientos más amplios. |
| 5. Libertad. Capacidad de alejarse de los lazos que los atan a la mera materialidad, a la mera animalidad, pudiendo optar por valores superiores, que es, en definitiva, la voluntad, la facultad de afirmar o tender a valores intelectualmente aprehendidos. No debe confundirse con el querer inconsciente, un mero impulso animal. |

## Noología y neurociencia
Edgar Douglas Adrian, un neurocientífico galardonado con el Premio Nobel de Fisiología o Medicina, dice en su famoso libro "La base de la sensación":

El problema de la conexión entre el cerebro y el espíritu es tan desconcertante para el fisiólogo como para el filósofo. Quizás una revisión profunda de nuestros sistemas de conocimiento pueda explicar cómo un esquema de impulsos nerviosos puede provocar un pensamiento, o demostrar que ambos fenómenos son, en realidad, la misma cosa vista desde un punto de vista diferente. Si se lleva a cabo tal revisión, solo espero poder entenderla".

## Noología y psicología
La noología no solo examina el funcionamiento psicológico racional, sino también sus raíces intuitivas y afectivas, y penetra en el ámbito de las cuestiones epistemológicas críticas, que pertenecen específicamente al campo de la Teoría del Conocimiento o Gnoseología. Se diferencia de la Psicología porque va más allá de los límites de lo controlable a través de los experimentos porque busca realidades a las que no podemos aplicar el método experimental de la ciencia, siendo analizables sólo desde una perspectiva filosófica.

## Noología y noogénesis
Noología (ciencia de la inteligencia): la ciencia de la teoría y los experimentos de las inteligencias, la noogénesis, la ecología de los sistemas inteligentes, la higiene de la información.